# Tempel van Claudius
De Tempel van Claudius (Latijn:Templum Divi Claudii) was een antieke tempel op de Caelius in het Oude Rome.

## Geschiedenis
De Tempel van Claudius was een tempel ter ere van de vergoddelijkte keizer Claudius en was gebouwd door zijn weduwe Agrippina de Jongere, die haar man in 54 n.Chr. mogelijk zelf om het leven had gebracht. Nero liet de tempel vrijwel geheel afbreken, om ruimte te maken voor de bouw van een reservoir voor de Arcus Neroni, een aftakking van het Aqua Claudia aquaduct. Nero liet ook tegen de westelijke wand van de heuvel een groot nymphaeum bouwen, dat hoorde bij zijn Domus Aurea. Na Nero's dood werd de tempel door zijn opvolger Vespasianus weer herbouwd. De laatst bekende vermelding van de tempel stamt uit de vierde eeuw. Het is niet meer bekend wat er daarna met het heiligdom is gebeurd, maar waarschijnlijk werd de tempel na de enorme terugval van de Romeinse bevolking in de 6e eeuw niet meer onderhouden en verviel tot een ruïne.

## Het bouwwerk
De tempel was gebouwd op de Caelius, een heuvel direct naast het Colosseum, waarop een groot kunstmatig platform van 175 bij 205 meter werd gemaakt. Doordat de Tempel van Claudius deels staat afgebeeld op een aantal bewaard gebleven delen van de marmeren stadskaart Forma Urbis Romae is enigszins te herleiden hoe de tempel eruitzag. Waarschijnlijk was het een prostylon, met een voorportaal in hexastyl. De ingang was, in de richting van de Palatijn, op het westen gericht. Tegen de heuvelwand werd een monumentale façade uit travertijn gebouwd, in de voor de tijd van Claudius kenmerkende ruw afgewerkte stijl.

Uit oude bronnen is ook een Porticus van Claudius bekend, die waarschijnlijk om de tempel heen stond. Op de Forma Urbis is de tempel echter wel afgebeeld, maar de porticus is niet te zien.

## Restanten
Aan de westelijke zijde van de heuvel zijn de fundamenten van het platform nog goed te zien. Een dubbele rij arcaden uit travertijn is hier opgegraven. Ook aan de noordelijke en oostelijke heuvelwand zijn restanten teruggevonden. Aan de Via Claudia, aan de oostelijke zijde, is nog een deel van het nymphaeum opgegraven.
Op het grote platform waar ooit de Tempel van Claudius stond, is nu het klooster van de orde der Passionisten gevestigd, dat hoort bij de nabijgelegen kerk SS Giovanni e Paolo. Ook op dit terrein zijn een aantal arcaden van de façade opgegraven, maar restanten van de tempel zelf zijn nog niet gevonden.